# 野地彦旬
野地 彦旬（のじ ひこみつ、1958年10月30日 - ）は、日本の経営者。横浜ゴム社長、会長を務めた。神奈川県中郡二宮町出身。

## 経歴・人物
1982年に早稲田大学理工学部を卒業し、同年に横浜ゴムに入社した。2010年に常務に就任し、2011年4月に専務を経て、同年6月に社長に就任。2017年3月には副会長に就任。